# Cementerio General del Sur
El Cementerio General del Sur es con 246 hectáreas el espacio para sepulturas más grande de la ciudad de Caracas. Fue inaugurado el 5 de julio de 1876 por disposición del entonces presidente Antonio Guzmán Blanco, y se localiza específicamente en el final de la avenida principal de El Cementerio con calle El Degredo en la Parroquia Santa Rosalía, al oeste del Municipio Libertador en el Área metropolitana de Caracas o Distrito Metropolitano de Caracas.
En sus cercanías se encuentra una notoria zona comercial, sobre todo de pequeños minoristas y personas dedicadas al comercio informal. También se localizan cerca las urbanizaciones El Cementerio, Los Castaños, Los Carmenes y barrios como el 1 de mayo, Los Alpes, El León y Santa Elena.
Su administración es responsabilidad de una gerencia de Cementerios Municipales adscrita a Fundacaracas, una fundación del gobierno del Municipio Libertador de Caracas. Tiene el apoyo de Fundapatrimonio, de la policía municipal de Caracas y del Instituto de Patrimonio cultural.

## Historia
El espacio fue creado formalmente el 5 de julio de 1876 por decreto del entonces presidente Antonio Guzmán Blanco en tierras que pertenecían a la antigua hacienda de Tierra de Jugo. Desde la creación del Municipio Libertador de Caracas paso a depender de esta entidad autónoma. Después de ser cerrado brevemente junto con otros cementerios locales fue reabierto en 1879. Fue declarado Monumento histórico de Venezuela en 1982.

## Personajes ilustres sepultados
Entre los personajes venezolanos ilustres sepultados allí se encuentran: Armando Reverón, Raimundo Andueza Palacio, Juan Pablo Rojas Paúl, Miguel Otero Silva, Carlos Delgado Chalbaud, Andrés Mata, Martín Tovar y Tovar, el general Ramón Centeno, Manuel Díaz Rodríguez, Victorino Ponce, Juan Antonio Pérez Bonalde, Látigo Chávez, Anacleto Clemente Bolívar, Rómulo Gallegos, Argimiro Gabaldón, Fabricio Ojeda, Aquiles Nazoa, Andrés Eloy Blanco entre muchos otros. Algunos tuvieron monumentos funerarios especiales como: la Familia Caldera, el Panteón de los Bomberos, el panteón del presidente Isaías Medina Angarita o el Mausoleo de Joaquín Crespo, este último construido en 1898. Actualmente, la casi totalidad de ellos se encuentran profanados, violentados o destruidos en gran medida.

## Actualidad

### Estado edilicio
El estado actual del espacio está sumamente deteriorado, las tareas de mantenimiento son escasas generando un inminente daño a las estructuras del lugar. La vandalización del lugar, la profanación de tumbas con fines rituales y la inseguridad se han vuelto prácticas comunes.

### Profanaciones
A Rómulo Gallegos, escritor, político y presidente, se le habían decretado los honores del Panteón Nacional por el presidente Rafael Caldera el 3 de mayo de 1994, pero el hecho no se consumó porque la última voluntad de Gallegos era descansar junto a la tumba de su esposa Teotiste Arocha Egui, en el ala sur del Cementerio del Sur. En 2016 sus tumbas fueron profanadas y la alcaldía del Municipio Libertador anunció de manera extraoficial que sus restos serían trasladados al Panteón Nacional.
La mayoría de las parcelas del cementerio han sufrido graves daños a manos de profanadores. Es común encontrar féretros oxidados fuera de sus fosas, y tumbas arruinadas por la acción de personas desconocidas que se han instalado en el lugar bajo la mirada pasiva de las autoridades.
Todos las dificultades por las que pasa el cementerio han puesto en grave peligro el patrimonio artístico del cementerio. 
Cada año las familias previo al día de los muertos denuncian la misma situación y cada año a última hora el alcalde de turno intenta reparar años de abandono. 
Actualmente, las camineras entre los sepulcros son ahora mausoleos improvisados de bloques y cementos que contrastan con el mármol y el granito de las antiguas lápidas. “Ya está Profanada”: Mensajes como este se encuentran esparcidos en las numerosas hectáreas de terreno que comprende el cementerio.
En 2016 se alertaba que el 60% de todas las tumbas ya habían sido profanadas. 
Es incontable el número de familias que atraviesan este pesar por la situación del Cementerio General del Sur. Llegar al lugar de descanso de familiares y encontrar un gran desastre que incluye ataúdes afuera es un golpe para las emociones. Esto ya le ha pasado a la mayoría de los venezolanos que se toman el momento para ir hasta ese lugar donde reposan esos seres tan queridos. Los trabajadores del lugar relatan la existencia de "Garimpeiros del Cementerio”, quienes se dedican a profanar las tumbas para tomar las prensas de valor de los difuntos que hayan sido enterrados con ellas. 
En el año 2018 la Arquidiócesis de Caracas realizó un acto de "reparación y expiación por las almas de las tumbas profanadas" en el Cementerio General del Sur, donde las violaciones de sepulcros han sido masivas en la última década.  Mientras la procesión avanzaba con cantos religiosos, un entierro se desarrollaba con música electrónica a todo volumen, costumbre creciente en familias de estratos sociales bajos. 
La precaria y lamentable situación en el Cementerio General del Sur, ha generado una metáfora de la crisis en Venezuela en general. "Esta es una tierra sin ley. Aquí no hay respeto por nada". 

### Inclusión de Unidad de Registro Civil
Recientemente, el 15 de febrero del año 2022, se ha inauguró la Unidad de Registro Civil dentro del predio. La finalidad de dicha instalación, es facilitar los trámites que deben realizar quienes han perdido a un familiar, de otra forma deberían trasladarse a oficinas ubicadas en distintas partes de la ciudad. 
Dicha ceremonia contó con la presencia de la alcaldesa Carmen Meléndez quien expresó: «Aquí en Caracas existen dos registros para efectuar estos trámites, relacionados con las exequias de un familiar, uno en el Cementerio del Este, y otro acá en el Cementerio General del Sur».